# Ophiodermatidae
Ophiodermatidae es una familia de estrellas quebradizas del suborden Ophiurina.

## Sistemática y filogenia
Algunos fósiles llegan a pertenecer a la lejana edad Changhsingiense, perteneciente al período pérmico tardío. La familia incluye a las siguientes especies vivientes:
- Bathypectinura
- Cryptopelta
- Diopederma
- Distichophis
- Ophiarachna
- Ophiarachnella
- Ophiochaeta
- Ophiochasma
- Ophioclastus
- Ophioconis
- Ophioconus (aceptado como Ophioconis)
- Ophiocormus
- Ophiocryptus
- Ophioderma
- Ophiodyscrita
- Ophioncus
- Ophiopaepale
- Ophiopeza
- Ophiopezella (aceptado como Ophiopeza)
- Ophiopinax
- Ophiopsammus
- Ophiostegastus
- Ophiurochaeta
- Pectinura
- Schizoderma
- Toporkovia (aceptado como Ophiolimna)